# Orsolya Petró
Orsolya Petró, coniugata Mihályfiné (Nagylózs, 20 dicembre 1940 – Nagylózs, 16 novembre 1988), è stata una cestista ungherese.

## Carriera
Con l'Ungheria ha disputato i Campionati europei del 1970.